# 川崎市平和館
川崎市平和館（かわさきしへいわかん）は川崎市中原区木月住吉町の中原平和公園内にある公共施設。平和に関する展示が行われている。
常設展示として「日本と戦争」、「戦争と人間」、「もうひとつの戦争」をテーマとした展示が行われている。また企画展示として、シンポジウム等も随時行われている。

## 展示コーナー
1992年（平成4年）の開館後、2014年（平成26年）と2024年（令和6年）に常設展示の更新が行われた。
- 常設展示
  - 導入:平和の反対ってなんだろう[3]
  - 川崎と戦争[4]
  - 川崎大空襲
  - 日本と戦争
  - 軍事力と非平和[5]
  - 平和を考えるアニメーション：ある竹林のはなし[6]
  - 国家による弾圧
  - 現代の武力紛争[7]
  - メディアと非平和[8]
  - 戦争以外の非平和[9]
  - 平和への取り組み
- 体験コーナー - 防空壕を再現。
- 平和の広場（屋内広場）
- 拉致被害者家族支援「横田めぐみさん」コーナー
- DVDコーナー
- 図書コーナー

## 所在地
住所
〒211-0021 川崎市中原区木月住吉町33-1

## 交通アクセス
- JR南武線、横須賀線・湘南新宿ライン、東急東横線・目黒線「武蔵小杉駅」下車、徒歩約10分[1]
- 東急東横線・目黒線「元住吉駅」下車、徒歩約10分[1]